# Imam Sahib
Imam Sahib (pashto: امام صاحب) er en by i det nordvestlige Afghanistan med et indbyggertal på 12.655(1979) indbyggere. Byen ligger i provinsen Kunduz tæt på grænsen til Tadsjikistan.